# Nathan Road
Nathan Road (chinois : 彌敦道) est la rue principale de Kowloon, à Hong Kong. Elle relie Tsim Sha Tsui à Sham Shui Po sur un axe nord-sud et mesure 3,6 km.

## Histoire
Nathan Road est la plus ancienne rue de Kowloon, la première section fut complétée en 1861. Initialement nommée Robinson Road, elle fut renommée Nathan Road en 1909 car une autre rue portait déjà ce nom sur l'Île de Hong Kong.

## Transports
Cinq stations du Métro de Hong Kong se trouvent sur Nathan Road :
- Prince Edward
- Mong Kok
- Yau Ma Tei
- Jordan
- Tsim Sha Tsui

La rue est également desservie par de nombreux bus.

## Bâtiments  et lieux remarquables
- The Peninsula Hong Kong, au coin de Salisbury Road
- 26 Nathan Road, un gratte-ciel de 109 m
- Chungking Mansions, immeuble fameux pour ses hôtels et ses restaurants
- iSQUARE, un centre-commercial situé dans un gratte-ciel de 30 étages
- Parc de Kowloon, un parc municipal

## Galerie

Nathan Road, Hong Kong
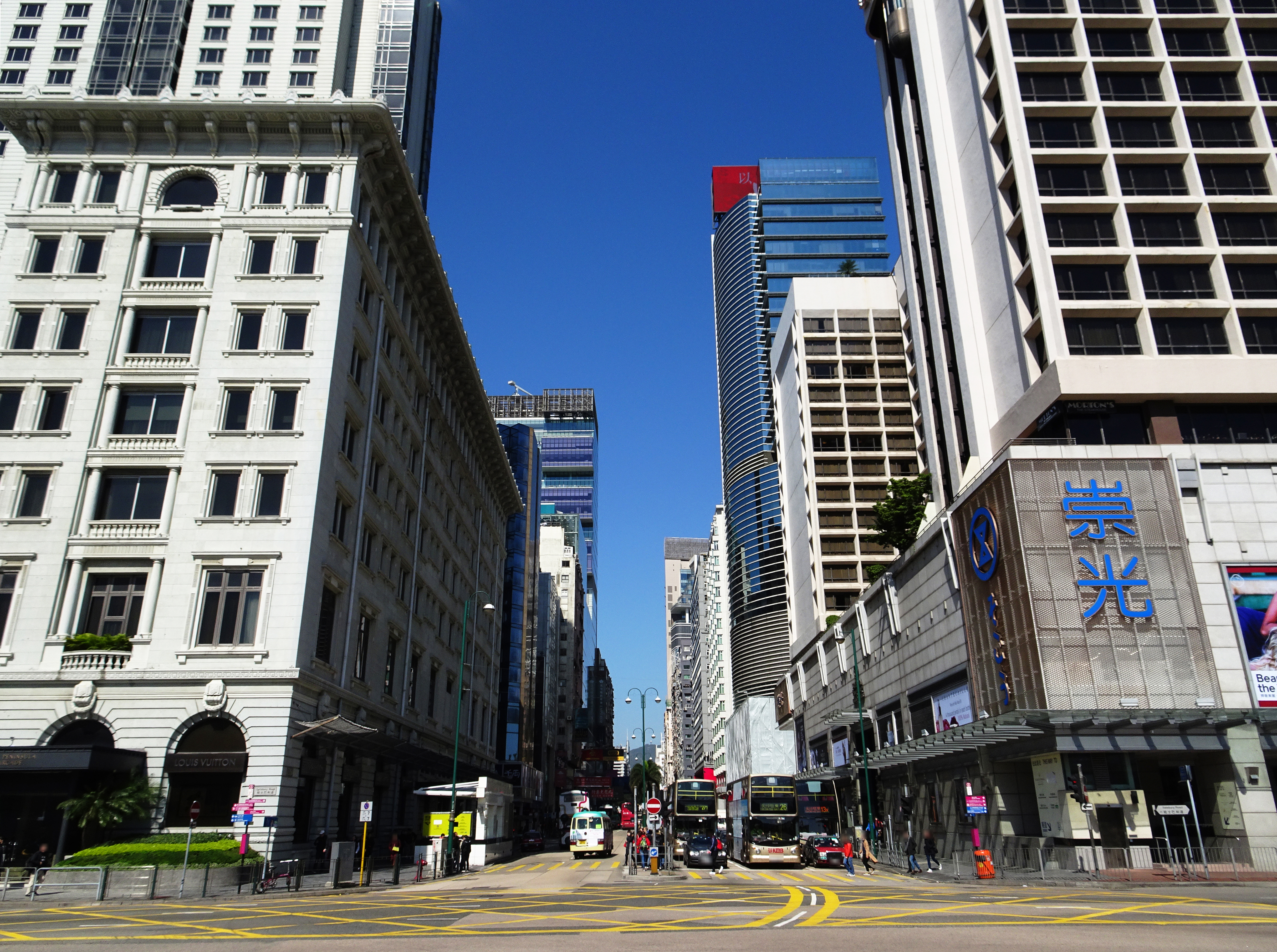
Section sud de Nathan Road
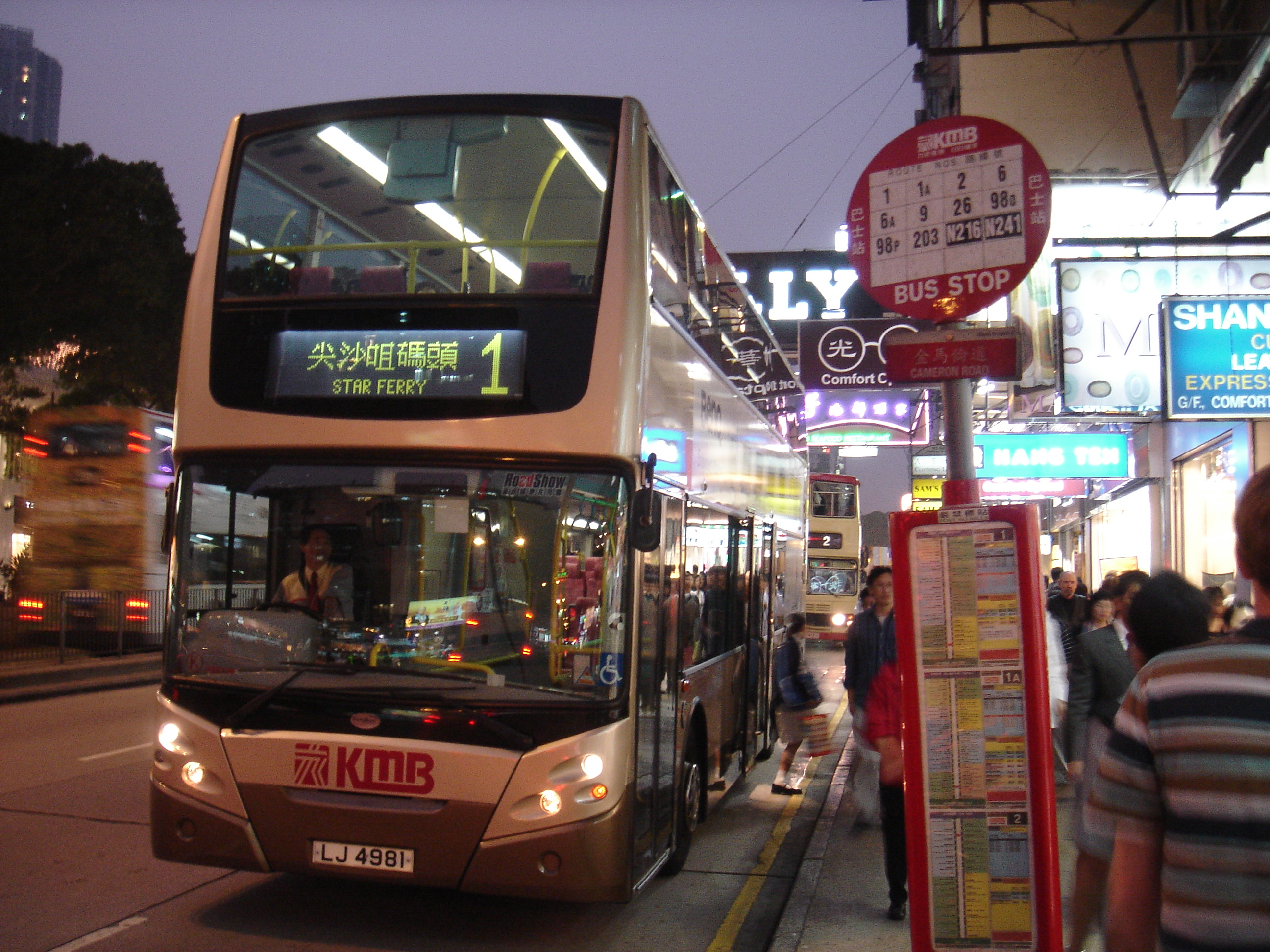
Bus servant la Route 1 sur Nathan Road, Tsim Sha Tsui.
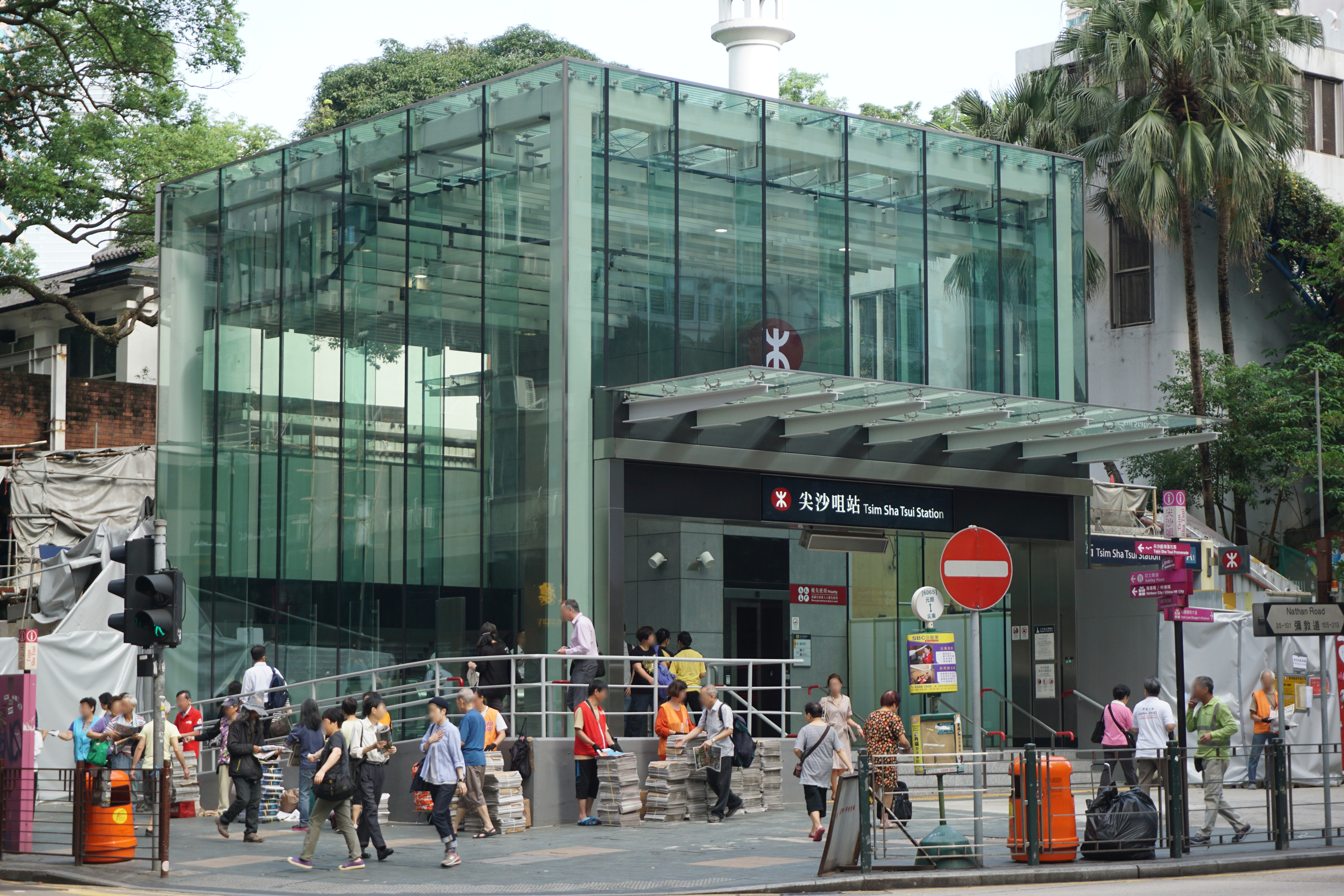
Sortie A1 de la station Tsim Sha Tsui sur Nathan Road.